# Beast of Blood
«Beast of Blood»  —en español: «Bestia de Sangre»— Es el duodécimo sencillo de la banda japonesa Malice Mizer lanzado el 21 de junio de 2001. Este es el tercer sencillo en el que participó Klaha como vocalista. En este sencillo está incluida la canción Bara no souretsu escrita por Kami antes de morir, el encargado de programarla fue Yu~ki. Este sencillo contó con la participación del baterista de soporte Shue. Dos semanas después lanzaron el VHS y DVD Beast of Blood～de l'image～, con el PV y el Making del PV solo se encuentra en el DVD. Números de catálogo MMVC-023 y MMBV-024 respectivamente.
Alcanzó el número 36 en el ranking del Oricon Style Singles Weekly Chart y se mantuvo durante dos semanas en la lista.

## Lista de canciones
| N.º   | Título                                          | Letras | Música | Duración |  |
| 1.    | «Beast of Blood»                                | Klaha  | Mana   | 5:09     |  |
| 2.    | «Baptism of Blood»                              | Klaha  | Mana   | 2:39     |  |
| 3.    | «Beast of Blood (Instrumental)»                 |        | Mana   | 5:05     |  |
| 4.    | «薔薇の葬列 (bara no souretsu)» (pista secreta) |        | Kami   | 6:21     |  |
| 20:22 |                                                 |        |        |          |  |